# Magdalena Woźniczka
Magdalena Woźniczka (11 de abril de 1997) es una jugadora profesional de voleibol polaco, juego de posición receptor/atacante. Desde la temporada 2019/2020, elle juega para el equipo UKS Szóstka Mielec.
Su hermana gemela Maria también es jugadora de voleibol.